# Hylaeus alexandrinus
Hylaeus alexandrinus är en biart som först beskrevs av Warncke 1992.  Hylaeus alexandrinus ingår i släktet citronbin, och familjen korttungebin. Inga underarter finns listade i Catalogue of Life.